# 阮合段
阮合段（1930年8月28日—2002年4月15日），原越南共和國軍上校。越南共和國末任西貢市長和嘉定省長。

## 生平
阮合段1930年8月28日出生於海陽省。
1965年至1971年間，擔任崑嵩省省長。後擔任宣德省省長，自1971年起任大叻市長。
1975年越南共和國滅亡前，阮合段擔任西貢市長和嘉定省長。

### 教育經歷
阮合段擁有大學學位。出身大叻士官軍校第四期。1958年在越南共和國指揮參謀學院學習，1964年進入美國陸軍指揮參謀學院學習。

## 個人生活
阮合段信仰天主教。他與妻子育有九個子女。

## 榮譽
阮合段獲得過如下國內外勳章：
- 保國勳章
- 英勇佩星（12次）
- 美國銀星勳章
- 美國銅星勳章
- 韓國褒章